# Driencourt Point
Der Driencourt Point (englisch, französisch Pointe Driencourt, spanisch Cabo Driencourt) ist eine Landspitze an der Westküste der Brabant-Insel im Palmer-Archipel vor der Westküste der Antarktischen Halbinsel. Sie liegt 10 km südöstlich des Claude Point und markiert die nordöstliche Begrenzung der Einfahrt zur Lanusse-Bucht.
Teilnehmer der Vierten Französischen Antarktisexpedition (1903–1905) unter der Leitung des Polarforschers Jean-Baptiste Charcot entdeckten sie. Charcot benannte sie nach dem französischen Ingenieur Joseph Fernand Ludovic Driencourt (1858–1940), der ihm beratend bei der Ausstattung der Expedition mit Gerätschaften für hydrographische Vermessungsarbeiten zur Seite stand. Das UK Antarctic Place-Names Committee überführte am 23. September 1960 die französische Benennung ins Englische.